# Mario Migliavacca
Mario Migliavacca (Torino, 8 giugno 1908 – ...) è stato un calciatore italiano, di ruolo centromediano.

## Carriera
Cresciuto nel Torino, ha disputato tre stagioni nel Catania, poi una nella Comense, infine una a Novara.

## Palmarès

### Club

#### Competizioni nazionali
- Prima Divisione: 1

Catania: 1933-1934